# 마이클 호건
마이클 호건(Michael Hogan ~ )은 캐나다의 배우이다.

## 출연 작품

### 영화
- 공포의 눈동자 (1982, Deadly Eyes)
- 땅콩 버터 소동 (1985, The Peanut Butter Solution)
- 스텔라 (1990)
- 사랑은 은반 위에 (1992)
- 지구가 멈추는 날 (2008)
- 헌트 투 킬 (2010)
- 레드 라이딩 후드 (2011)
- 수퍼 소닉 (2020) - 공군 참모 총장 역

### 텔레비전
- 배틀스타 갈락티카 (2004-09)
- 로봇 치킨 (2007)
- 웨어하우스 13 (2009)
- 돌하우스 (2009)
- 넘버스 (2009)
- 사이크 (2010)
- 스몰빌 (2010)
- 하트랜드 (2011)
- 수퍼내추럴 (2011)
- 페어리 리갈 (2012)
- 틴 울프 (2012-13, 2016-17)
- 멘탈리스트 (2013)
- 폴링 스카이 (2013)
- 컬트 (2013)
- 헤이븐 (2013)
- 투모로우 피플 (2014)
- 파고 (2015)
- 12 몽키즈 (2016)
- 높은 성의 사나이 (2016)
- 주 (2017)
- 크리미널 마인드 (2018)
- 더 매지션스 (2018)
- 사브리나의 오싹한 모험 (2018)
- 호프 밸리 (2020)

### 게임
- 매스 이펙트 (2010-21) - 목소리
- 엘더 스크롤 V: 스카이림 (2011) - 목소리